# Deutsches Meisterschaftsrudern 1952
Das 63. Deutsche Meisterschaftsrudern wurde 1952 ausgetragen. Im Vergleich zum Vorjahr gab es keine Änderungen im Meisterschaftsprogramm. Insgesamt wurden Medaillen in 15 Bootsklassen (11 bei den Männern und 4 bei den Frauen) vergeben.
Die Regatten wurden an folgenden Orten ausgetragen:
- Männer: Duisburg
- Männer Leichtgewichtsklassen: Flörsheim am Main
- Frauen: Bad Ems

## Medaillengewinner

### Männer
| Bootsklasse                           | Gold | Silber | Bronze |
| ------------------------------------- | --- | --- | --- |
| Einer                                 | Waldemar Beck (Bamberger RG von 1884) | Kurt Hipper (RV Neptun Konstanz) | Günter Lange (Frankfurter RG Germania 1869) |
| Doppelzweier                          | Bamberger RG von 1884 Gerhard Füssmann Waldemar Beck | RC Allemania von 1866 Werner Hansen Erich Jungnickel | Rgm. RuGem. Flörsheim-Rüsselsheim / Offenbacher RG Undine Karl Wagner Horst Wilke |
| Zweier ohne Steuermann                | RV Gelsenkirchen Heinz Renneberg Heinz Eichholz | Spindlersfelder RV Sturmvogel Fritz Birk Hans Hock | Duisburger RV Hans Müller Wilhelm Brinkmann |
| Zweier mit Steuermann                 | Vegesacker RV Heinz Manchen Helmut Heinhold Helmut Noll (Stm.)                                                                                               | Duisburger RV Hans Müller Wilhelm Brinkmann Heiner Funke (Stm.) | Keine weiteren Boote am Start. |
| Vierer ohne Steuermann                | RV Cassel Wilfried Glatthaar Heinz Barthel Horst Vogel Günther Wehn                                                                                          | Mannheimer RV Amicitia von 1876 Dieter Kempf Rudi Bosch Ludolf Moritz Klaus Tochtermann                                                                               | Deutscher Ruder-Club von 1884 Günter Twiesselmann Klaus Schulze Heinz Beyer Gerhard Vogeley |
| Vierer mit Steuermann                 | Deutscher Ruder-Club von 1884 Günter Twiesselmann Klaus Schulze Heinz Beyer Gerhard Vogeley Hans-Joachim Wiemken (Stm.)                                      | RV Gelsenkirchen Willy Kocks Heinz Klack K. Stichter Hermann Hestermann Rudolf Juppien (Stm.)                                                                         | Mannheimer RV Amicitia von 1876 Karl-Heinz Schlaack Siegfried Kuhlmey-Becker Manfred Bartholomae Rolf Alles Hans Bichelmeier (Stm.)                                                                |
| Achter                                | Kölner RV von 1877 Anton Reinartz Michael Reinartz Roland Freihoff Heinz Zünkler Peter Betz Stefan Reinartz Hans Betz Anton Siebenhaar Hermann Zander (Stm.) | RuGem. Flörsheim-Rüsselsheim Adam Munk Karl Bauer Georg von Opel Helmut Schwinn Horst Höhmann Georg Boller Georg Schneider Erich Kohl Rolf Bopp (Stm.)                | Mülheimer RG Hans-Wilhelm Pieper Ernst Schaber Horst Winnesberg Hugo Hopp Günter Hauchmann Heinz Grätz Paul Nilgens Walter Geller Günter Witt (Stm.)                                               |
| Leichtgewichts-Einer                  | Jürgen Lütje (Der Hamburger und Germania RC) | Ferdinand Nennstiel (Gießener RG 1877) | Hans-Joachim Möhle (WSV Beuel) |
| Leichtgewichts-Vierer ohne Steuermann | RC Germania Düsseldorf Theo Henke Horst Kloeters Dieter Verleger Claus Heß                                                                                   | Emder RV Herbert Pupkes Gerhard Arndt Ernst Bühler Gerhard Meyer | ETuF Essen Peter Wiener Hans-Heinrich Steins Eberhard Gümmer Karl Brockmann |
| Leichtgewichts-Vierer mit Steuermann  | RV Cassel Lothar Schimpf Rudi Becker Erich Rübe Wilhelm Hellmuth Helmold Wehn (Stm.)                                                                         | Mainzer RV von 1878 Dieter Becker Heribert Hirschmann Helmut Berthold Wolfgang Boerckel Werner Geier (Stm.)                                                           | Gießener RC Hassia 1906 Hans Gustav Rühl Karl Schneider Waldemar Becker Albin Wagenbach Werner Frenzel (Stm.)                                                                                      |
| Leichtgewichts-Achter                 | RV Cassel Helmold Wehn Lothar Schimpf Heinz Diele Rudi Becker Erich Rübe Wilhelm Hellmuth Jürgen Kassing Siegfried Sellke Lutz Trimpert (Stm.)               | Mainzer RV von 1878 Dieter Becker Werner Hartmann Werner Schaaff Heribert Hirschmann Helmut Berthold Wolfgang Boerckel Dieter Puppel Harald Jäger Werner Geier (Stm.) | Stuttgart-Cannstatter RC von 1910 Günther Kirchhoff Richard Werner Franz Schatzler Wilhelm Fauser Heinz Dinkel Manfred Bofinger Karl-Georg Kottenhahn Dieter Kleindienst Gerhard Hasenmaier (Stm.) |

### Frauen
| Bootsklasse                            | Gold | Silber | Bronze                                                                                                |
| -------------------------------------- | --- | --- | --- |
| Einer                                  | Ingrid Scholz (Duisburger RV)                                                                           | Ursula Czech (Stuttgarter RG von 1899)                                                                        | Christel Opitz (Hamburger RC von 1925)                                                                |
| Doppelzweier                           | Kölner RV von 1877 Maritta Golz Herma Heyden                                                            | Mannheimer RV Amicitia von 1876 Christa Krause Nina Schenk                                                    | Keine weiteren Boote am Start.                                                                        |
| Doppelvierer mit Steuerfrau            | Hamburger RC von 1925 Ingeborg Weber Susi Rausche Christel Opitz Gerda Dyck-Mallaun Jutta Wilcke (Stf.) | Kölner RV von 1877 Irmgard Savelsbergh Gretel Schneider Maritta Golz Herma Heyden Margret d’Oppinghaus (Stf.) | Vegesacker RV Alida Brüning Gerda Deters Artemis Höppner Ursula Wohlert Annemarie Meyer (Stf.)        |
| Doppelvierer Stilrudern mit Steuerfrau | Polizei SV Bremen Ruth Roloff Rosemarie Bick Lore Häger Hanna Müller Elvira Lasarewitz (Stf.)           | Frauen-RC Wannsee Rita Frommhold Ursel Melchert Ingrid Wallmann Gisela Fremder Christel Fremder (Stf.)        | 1. Frauen-RC Hannover 1928 Inge Hanke Margot Ohme Liesel Kähne Annelie Röttger Olly Lohsträter (Stf.) |